# David McFaull
David McFaull (10 de novembro de 1948 — 25 de julho de 1997) é um velejador estadunidense, medalhista olímpico. Ele competiu nos Jogos Olímpicos de Verão de 1976 na classe Tornado e conquistou a medalha de prata, ao lado de Michael Rothwell. Dois anos antes eles já haviam conquistado o bronze no Campeonato Mundial de Honolulu. McFaull se formou na Universidade Cornell em 1970.